# ショウキラン属
ショウキラン属（ショウキランぞく、学名:Yoania、和名漢字表記:鍾馗蘭属）は、ラン科に属する属。
この属名 Yoania は、江戸時代末期の蘭学者である宇田川 榕菴（うだがわ ようあん）の名前にちなむ。

## 特徴
光合成を行わず、葉緑素を持たない、地生の腐生植物、多年草。根茎は肥厚し、よく分枝する。茎は直立し多肉質、葉は鱗片状に退化した鱗片葉で、茎の上部にはまばらに、基部にはやや密につく。花も肉質で花柄が長く、まばらに、またはやや密に総状花序につく。
萼片（外花被片）は長楕円形で半開または多少開出し、側花弁は卵形で萼片より短く、唇弁はやや長楕円形で側花弁と同じ長さ。
日本では3種が知られる。

## 日本に分布する種
- ショウキラン Yoania japonica Maxim. -北海道西南部、本州、四国、九州、屋久島に分布する。
- キバナノショウキラン Yoania amagiensis Nakai et F.Maek. -本州の関東地方から紀伊半島まで、四国、九州に分布する。環境省の絶滅危惧IB類(EN)。
- シナノショウキラン Yoania flava K.Inoue et T.Yukawa -長野県に分布する。2002年に新種記載された。環境省の絶滅危惧IB類(EN)。